# Liste der französischen Botschafter in Syrien
Die französische Botschaft ist die Auslandsvertretung Frankreichs in Syrien. Sie befindet sich an der Rue Ata-al-Ayyoubi in Damaskus.
Mit dem Sykes-Picot-Abkommen vom 16. Mai 1916 teilten sich die Regierungen von
Großbritannien und Frankreich den nahen Osten. In der Folge erhielt Frankreich das Völkerbundmandat für Syrien und Libanon.

## Botschafter seit Ende des Zweiten Weltkrieges
| Ernennung/Akkreditierung | Name                                   | Bemerkungen                                                                                  | Ernannt von              | akkreditiert während der Regierung von | Posten verlassen |
| ------------------------ | -------------------------------------- | -------------------------------------------------------------------------------------------- | ------------------------ | -------------------------------------- | ---------------- |
| 18. Juni 1946            | Jean-Charles Serres                    | Außerordentlicher Gesandter und bevollmächtigter Minister                                    | Félix Gouin              | Schukri al-Quwatli                     |                  |
| 20. Mai 1950             | Jacques-Émile Paris                    | Außerordentlicher Gesandter und bevollmächtigter Minister, ab 30. September 1952 Botschafter | Vincent Auriol           | Haschim Chalid al-Atassi               |                  |
| 31. März 1955            | Claude-Achille Clarac                  |                                                                                              | René Coty                | Schukri al-Quwatli                     | 2. Nov. 1956     |
| 15. Nov. 1962            | Pierre Sebilleau                       |                                                                                              | Charles de Gaulle        | Nazim al-Qudsi                         |                  |
| 21. Mai 1964             | Jules Henri François Charles-Roux      |                                                                                              | Charles de Gaulle        | Amin al-Hafez                          |                  |
| 7. März 1969             | Henri-Francis Mazoyer                  |                                                                                              | Alain Poher              | Nureddin al-Atassi                     |                  |
| 7. Jan. 1971             | André Nègre                            |                                                                                              | Georges Pompidou         | Hafiz al-Assad                         |                  |
| 30. Apr. 1975            | Fernand Rouillon                       |                                                                                              | Valéry Giscard d’Estaing | Hafiz al-Assad                         |                  |
| 3. Dez. 1981             | Henri Servant                          |                                                                                              | François Mitterrand      | Hafiz al-Assad                         |                  |
| 14. Jan. 1986            | Alain Grenier                          |                                                                                              | François Mitterrand      | Hafiz al-Assad                         |                  |
| 30. Juni 1989            | Daniel Contenay                        |                                                                                              | François Mitterrand      | Hafiz al-Assad                         |                  |
| 29. März 1993            | Jean-Claude Cousseran                  |                                                                                              | François Mitterrand      | Hafiz al-Assad                         |                  |
| 3. Feb. 1997             | Charles de Bancalis de Maurel d’Aragon |                                                                                              | Jacques Chirac           | Hafiz al-Assad                         |                  |
| 10. Sep. 2002            | Jean-François Girault                  |                                                                                              | Jacques Chirac           | Baschar al-Assad                       |                  |
| 19. Okt. 2006            | Michel Duclos                          |                                                                                              | Jacques Chirac           | Baschar al-Assad                       |                  |
| 13. Sep. 2009            | Éric Chevallier                        |                                                                                              | Nicolas Sarkozy          | Baschar al-Assad                       |                  |